# Vort værk
|  | Denne artikel er oprettet af botten PalnaBot ud fra en ekstern database. Den kan derfor have sproglige fejl eller mangler. Denne skabelon kan fjernes efter kontrol af indholdet. |

Vort værk er en film instrueret af Hans Christensen.

## Handling
Medarbejderne ved Stålvalseværket i Frederiksværk inviterer inden for på deres arbejdsplads, hvor gammelt skrot omformes og genanvendes som nyt stål. Ved medarbejdernes hjælp gives pluk af værftets historie, tekniske oplysninger og syn på værftet som arbejdsplads, både miljømæssigt og i forhold til sikkerhedshensyn. En række medarbejdere udtaler, at de finder arbejdspladsen sammenlignelig med et ægteskab, hvor der altid vil være småskænderier og fejl på begge sider. Også værftets fremtid og nye tekniske muligheder berøres.